# Pygathrix nemaeus
O douc-de-canelas-vermelhas (Pygathrix nemaeus) é uma das 3 espécies de Pygathrix. É encontrado no Vietname, Camboja e em Laos. Trata-se duma das espécies de primatas mais coloridas do mundo.

## Estado de conservação
Esta espécie foi listada como "em perigo"  pois houve um declíneo de mais de 50% nos últimos 30 a 36 anos, devido à perda de habitat e à caça ilegal. Pensa-se que terá uma taxa de declíneo ligeiramente mais elevada nos próximos 30 a 36 anos.